# Harry Northrup
Harry Northrup, nato Henri Stabo Wallace Northrup (Parigi, 31 luglio 1875 – Los Angeles, 2 luglio 1936), è stato un attore francese che lavorò negli Stati Uniti al tempo del muto.

## Filmografia
- By Woman's Wit - cortometraggio (1911)
- Ups and Downs - cortometraggio (1911)
- Madge of the Mountains, regia di Charles Kent - cortometraggio (1911)
- The Girl and the Sheriff, regia di Charles Kent - cortometraggio (1911)
- The Little Spy, regia di Charles Kent - cortometraggio (1911)
- Vanity Fair, regia di Charles Kent - cortometraggio (1911)
- As the Sun Went Down
- The Way of the Strong, regia di Edwin Carewe (1919)
- Two Women, regia di Ralph Ince (1919)
- The Hushed Hour, regia di Edmund Mortimer (1919)
- The Fear Woman, regia di J.A. Barry (1919)
- The Painted World, regia di Ralph Ince (1919)
- The Brute Breaker, regia di Lynn Reynolds (1919)
- La fortuna dell'irlandese (The Luck of the Irish), regia di Allan Dwan (1920)
- Il principe di Avenue A (The Prince of Avenue A), regia di John Ford (1920)
- Polly of the Storm Country, regia di Arthur Rosson (1920)
- The White Circle, regia di Maurice Tourneur (1920)
- The Blue Moon, regia di George L. Cox (1920)
- Wing Toy, regia di Howard M. Mitchell (1921)
- I quattro cavalieri dell'Apocalisse (The Four Horsemen of the Apocalypse), regia di Rex Ingram (1921)
- Sowing the Wind, regia di John M. Stahl (1921)
- The Flower of the North
- Winning with Wits, regia di Howard M. Mitchell (1922)
- Wanted: A Coward, regia di Roy Clements (1927)